# Нападение на школу № 4 в Вольске
Нападение на школу № 4 в посёлке Большевик в Вольске произошло утром 28 мая 2019 года. 15-летний семиклассник Даниил Пулькин бросил 2 бутылки с зажигательной смесью и ударил 12-летнюю девочку топором по голове, после чего скрылся с места преступления. Нападавшего задержали в тот же день.
4 августа 2020 года Вольский районный суд приговорил Пулькина к 7 годам лишения свободы. Инцидент стал одним из случаев нападения учащихся на школы в России.

## Личность и мотивы преступника
Даниил Пулькин родился в 2004 году. На момент инцидента ему было 15 лет, и он являлся учеником 7 класса в школе № 4 в посёлке Большевик в Вольске. За несколько лет до нападения отец Даниила погиб во время пожара. Воспитанием занимались мать и бабушка.
В школе у него не было друзей, но конфликтным его не называют — просто одиночкой. Одна из жительниц посёлка Большевик рассказала, что Даниил плохо себя вёл, мог кому угодно нагрубить. Одноклассники рассказали, что Пулькин ходил на кружок по стрельбе, был добрым и отзывчивым. С 2017 года состоял на учёте у психиатра и находился на домашнем обучении из-за неадекватного поведения. Один раз оставался на второй год. В начале учебного года Пулькин был переведён в другой класс. Со слов преподавателей, у него был достаточно сложный характер. Ему не понравилось в новом классе, и он хотел вернуться в прежний. Ученица 7 «А» класса рассказала, что Даниил вместе со своим другом Дмитрием (Пулькин упоминал его в видеообращении, записанном перед нападением) неоднократно оскорблял её. После перевода в «Б» класс он перестал это делать.
В марте 2019 года Пулькин лежал в психиатрической больнице. По характеристике лечащего психиатра, школьник учился слабо, оскорблял учителей и близких. Увлекался стрелковым спортом, высказывал мысли о самоубийстве.
«Умеет манипулировать людьми, хорошо развита речь. Любыми способами добивается своего, даже шантажом. Вредных привычек не имеет. Плохо относится к вмешательству в «его мир». Мама постоянно работает, ей некогда — это его раздражает. При поступлении в феврале диагностировали внешнее расстройство поведения и эмоций», — говорится в характеристике.
За несколько месяцев до нападения Пулькин увлёкся тематикой массового убийства в школе Колумбайн. В частности это произошло после массового убийства в Керченском политехническом колледже. 2 мая 2019 года (в день рождения Владислава Рослякова) на своей странице «ВКонтакте» подросток опубликовал фото своего кумира и написал: «Ты вдохновил тысячи мальчишек по всей стране. С 19-м днём рождения!».
Накануне нападения Пулькин опубликовал манифест на своей странице ВКонтакте, в котором объяснил случившееся «суицидальными мыслями и желанием отомстить, желанием стать известным людям».
Окончание манифеста:
…В этом виновата не только моя мама, но и общество в целом, не надо ставить виноватыми мою семью только, ВСЕ в этом виноваты!
<...>
Итак, причина всему РАЗОЧАРОВАНИЕ, как я являюсь для людей разочарованием , так и для меня люди являются разочарованием...
Родственники ещё за несколько дней до инцидента заметили, что Даниил ходит с ледорубом, но подумали, что это такая игрушка. Перед нападением на школу подросток пожаловался дяде на сверстников и учителей. Тот ответил, что таких людей надо сжигать. Парень воспринял это всерьёз. Полиция хотела привлечь дядю за подстрекательство к преступлению, но не смогли, т. к. он просто выразил своё мнение.

## Ход событий
Утром 28 мая 2019 года Даниил Пулькин пришёл в школу № 4. Он нёс с собой 2 коктейля Молотова и топор в рюкзаке. Охраны в школе не было. Перед нападением подросток записал видеообращение:
«Я в школе. Мне очень страшно, но это надо сделать. Чтобы обо мне не подумали, как бы это не получилось. Надеюсь, Дмитрий выживет, это мой друг. Надеюсь, всё хорошо пройдет. Всем удачи».
Подросток поднялся на второй этаж школы и отправился в кабинет, где 7 «А» класс писал промежуточную аттестацию по математике. Преступник бросил в класс коктейль Молотова, но он не загорелся. На шум из соседнего кабинета выглянула учительница, Пулькин бросил ещё одну бутылку с зажигательной смесью в неё, но возгорания не произошло. В коридоре Пулькин увидел 12-летнюю ученицу 6 класса Дарью Козлову (род. 2007) и ударил её топором по голове. После удара он заметил девочку, но не стал бежать за ней, бросил оружие и побежал к выходу. В некоторых источниках указывается, что при нападении Пулькин использовал ледоруб.
Нападавший скрылся с места преступления. По дороге домой он записал ещё одно видеообращение, в котором выразил сожаление и извинения за содеянное:
«Иду со школы. Я не смог. Я ранил одну девочку, даже не знаю её имени. Теперь я хочу совершить суицид. Мне очень страшно, я очень жалею о содеянном. Я не такой. Я не знаю, что на меня нашло. Молотов не загорелся. Я провалился, чертовски, чертовски провалился. Я не смог. Я видел, как они бежали, их лица. Для меня это сложно: убийство человека. Я девочку ранил прямо в голову. Мне так жаль! Я хочу принести свои глубочайшие извинения.»
После нападения подросток отправлял аудиосообщения своим знакомым: «Я думал, убийство человека — это очень легко: просто ударить и всё. Да, так и есть, просто ударить и ничего более. Но это очень тяжело перенести». Пулькин утверждал, что собирался покончить с собой ещё в школе, но не смог. Попытку он повторил, добравшись до дома.
Вернувшись домой, подросток просматривал в Интернете всё, что пишут о нём и об инциденте. Он был задержан уже через час после случившегося. Полицейские застали его прямо за компьютером.
Дарья Козлова, пострадавшая в результате нападения, была госпитализирована с тяжёлой травмой головы в состоянии средней степени тяжести. В тот же день, по поручению губернатора Саратовской области Валерия Радаева, её экстренно доставили на самолёте в Саратов. По данным областного Минздрава на 11 июня, состояние девочки оценивалось как среднетяжёлое, но стабильное. В результате полученной травмы девочка перестала видеть одним глазом.

## Расследование и суд
Было возбуждено уголовное дело по ч. 3 ст. 30 п. «а, в, д, е, и» ч. 2 ст. 105 УК РФ (покушение на убийство двух и более лиц, заведомо малолетних, совершенное общеопасным способом).
Мать Даниила рассказала:
«Я присутствовала на всех следственных действиях. Даниил добровольно рассказывает обо все произошедшем. Он сейчас очень раскаивается!»
29 мая Пулькин был доставлен в Вольский районный суд для избрания меры пресечения. «Я не хотел никого убивать, я хотел попугать и обратить внимание на то, что школьники пьют, ведут аморальный образ жизни», — процитировали слова подростка. Преступник был заключён под стражу на 2 месяца (до 28 июля). 23 июля арест продлили до 28 сентября, 24 сентября — до 28 ноября, 25 ноября – до 27 января 2020 года. Всего потерпевшими по делу был признан 21 человек: пострадавшая Дарья Козлова, ученики, находившиеся в классе и педагог.
ЧП в школе Вольска взяла под личный контроль уполномоченная по правам ребёнка в регионе Татьяна Загородняя. Она встретилась с Пулькиным в СИЗО в начале июня. По её словам, он спросил о состоянии пострадавшей девочки. Он расплакался, узнав, что она ослепла на один глаз.
30 декабря 2019 года стало известно, что дело передано в суд. Судебный процесс начался в 23 января 2020 года. Пулькин был оставлен под стражей до 29 июня. 22 июня срок продлили до 29 сентября. Мать пострадавшей Дарьи предъявила иск о возмещении морального вреда на миллион рублей и 130 тысяч на расходы. На заседании 21 июля Даниил выступил с последним словом: подросток признал вину за исключением хулиганских побуждений, просил прощения у пострадавшей девочки, попросил оставить его на свободе и назначить условный срок, сказал, что, находясь в СИЗО, многое понял и стал другим человеком. Говорил он дрожащим голосом. 31 июля сторона обвинения запросила для Пулькина 7 лет лишения свободы.
4 августа 2020 года Вольский районный суд приговорил Даниила Пулькина к 7 годам лишения свободы с отбыванием наказания в воспитательной колонии. Кроме того суд обязал выплатить матери пострадавшей девочки компенсацию в размере миллиона рублей. Сторона защиты и прокуратура подали апелляционную жалобу на приговор. Однако 21 октября 2020 года Саратовский областной суд оставил приговор без изменений.